# Meteorus hypophloei
Meteorus hypophloei är en stekelart som beskrevs av Joseph Augustine Cushman 1931. Meteorus hypophloei ingår i släktet Meteorus och familjen bracksteklar. Inga underarter finns listade i Catalogue of Life.